# Edmund Piątkowski
Edmund Piątkowski (* 31. Januar 1936 in Konstantynów Łódzki; † 28. März 2016) war ein polnischer Leichtathlet. Er wurde 1958 Europameister im Diskuswurf und stellte 1959 einen Weltrekord auf.
Die polnischen Werfer waren bei den Europameisterschaften 1958 in Stockholm sehr erfolgreich. Im Hammerwurf gewann Tadeusz Rut, im Speerwurf siegte Janusz Sidło, und im Diskuswurf gewann überraschend der junge Pole Edmund Piątkowski. Mit 53,92 Meter hatte er zehn Zentimeter Vorsprung auf den Bulgaren Todor Artarski und 18 Zentimeter Vorsprung auf den Russen Wladimir Trussenjow.
Am 14. Juni 1959 warf Piątkowski beim Kusocinski Memorial in Warschau mit 59,91 Meter Weltrekord und verbesserte die sechs Jahre alte Marke von Fortune Gordien um 63 Zentimeter. Er gewann den Wettbewerb mit über fünf Meter Vorsprung auf Manfred Grieser aus der DDR.
Im Olympiajahr konnte Piątkowski nicht an die Form des Vorjahres anknüpfen. Bei den Olympischen Spielen in Rom belegte er mit 55,12 Meter nur den fünften Platz, während der US-Amerikaner Rink Babka, der kurz vor den Spielen den Weltrekord eingestellt hatte, immerhin Zweiter wurde. Beide gehören damit zu den fünf amtierenden Weltrekordlern, die von Al Oerter bei seinen vier Olympiasiegen geschlagen wurden.
Am 11. August 1961 warf Jay Silvester mit 60,56 Meter als erster Mensch den Diskus über 60 Meter. Nur fünf Tage später warf Piątkowski in Lodz mit 60,47 Meter Europarekord und wurde damit Zweiter in der Weltjahresbestenliste 1961. Im September 1962 bei den Europameisterschaften 1962 in Belgrad gewann Trussenjow, der zwischenzeitlich Piątkowski als Europarekordler abgelöst hatte, vor Kees Koch aus den Niederlanden. Piątkowski hatte mit 55,13 Meter als Viertplatzierter 34 Zentimeter Rückstand auf den Bronzerang von Lothar Milde aus der DDR.
Bei den Olympischen Spielen 1964 in Tokio wurde Piątkowski Siebter mit 55,81 Meter. 1966 verbesserte er seinen polnischen Rekord von 1961 auf 61,06 Meter. Bei den Europameisterschaften 1966 in Budapest wurde er gleichwohl erneut nur Vierter mit 56,76 Meter. Die drei siegreichen Werfer aus der DDR Detlef Thorith, Hartmut Losch und Lothar Milde lagen zwischen 66 und vier Zentimeter vor ihm.
1967 warf Piątkowski mit 61,12 Meter die beste Weite seiner Karriere. Bei den Olympischen Spielen 1968 in Mexiko-Stadt belegte er wie vier Jahre zuvor den siebten Platz, diesmal mit der Weite von 59,40 Meter. 1969 bei den Europameisterschaften in Athen wurde er mit 53,64 Meter Zwölfter.
Insgesamt gewann er in seiner Karriere 13 polnische Meistertitel. Von 1955 bis 1969 konnte er nur 1956 und 1967 den Titel nicht erringen.
Edmund Piątkowski war 1,82 m groß und wog in seiner aktiven Zeit 95 kg.